# Vòng loại Giải vô địch bóng đá thế giới 2018 – Khu vực Bắc, Trung Mỹ và Caribe (Vòng 2)
Vòng 2 của vòng loại giải vô địch bóng đá thế giới 2018 khu vực Bắc, Trung Mỹ và Caribe diễn ra từ ngày 8 đến ngày 16 tháng 6 năm 2015.

## Thể thức
Tổng cộng có 20 đội (xếp hạng 9–21 dựa theo bảng xếp hạng khu vực CONCACAF và 7 đội thắng ở vòng 1) sẽ thi đấu 2 lượt theo thể thức sân nhà – sân khách. 10 đội thắng ở vòng này giành quyền vào vòng 3.

## Phân nhóm
Lễ bốc thăm cho vòng 2 diễn ra vào ngày 15 tháng 1 năm 2015, 19:40 (UTC−5), tại W Hotel ở bãi biển Miami, Florida, Hoa Kỳ.
20 đội chia làm 4 nhóm. Nhóm 3 có thứ hạng 16–18, nhóm 4 có thứ hạng 19–21, nhóm 5 có thứ hạng 9–15, và nhóm 6 có thứ hạng là 7 đội thắng ở vòng 1 (thứ hạng 22–35). Lễ bốc thăm dựa theo bảng xếp hạng FIFA công bố vào tháng 8 năm 2014.
| Nhóm 3 | Nhóm 4 |
| --- | --- |
| 1. Saint Vincent và Grenadines (134) 2. Saint Lucia (138) 3. Grenada (142)                                                        | 1. Antigua và Barbuda (149) 2. Guyana (153) 3. Puerto Rico (155)                                                                       |
| Nhóm 5 | Nhóm 6 |
| 1. Canada (122) 2. Cuba (124) 3. Aruba (124) 4. Cộng hòa Dominica (126) 5. El Salvador (127) 6. Suriname (131) 7. Guatemala (134) | 1. Saint Kitts và Nevis (159) 2. Belize (162) 3. Dominica (168) 4. Barbados (169) 5. Bermuda (173) 6. Nicaragua (175) 7. Curaçao (182) |

## Kết quả
| Đội 1                       | TTS     | Đội 2       | Lượt đi | Lượt về |
| --------------------------- | ------- | ----------- | ------- | ------- |
| Saint Vincent và Grenadines | 6–6 (a) | Guyana      | 2–2     | 4–4     |
| Antigua và Barbuda          | 5–4     | Saint Lucia | 1–3     | 4–1     |
| Puerto Rico                 | 1–2     | Grenada     | 1–0     | 0–2     |
| Dominica                    | 0–6     | Canada      | 0–2     | 0–4     |
| Cộng hòa Dominica           | 1–5     | Belize      | 1–2     | 0–3     |
| Guatemala                   | 1–0     | Bermuda     | 0–0     | 1–0     |
| Aruba                       | 3–2     | Barbados    | 0–2     | 3–0     |
| Saint Kitts và Nevis        | 3–6     | El Salvador | 2–2     | 1–4     |
| Curaçao                     | 1–1 (a) | Cuba        | 0–0     | 1–1     |
| Nicaragua                   | 4–1     | Suriname    | 1–0     | 3–1     |

| Saint Vincent và Grenadines | 2–2                                 | Guyana                     |
| --------------------------- | ----------------------------------- | -------------------------- |
| C. Stewart 49' · Slater 83' | Chi tiết (FIFA) Chi tiết (CONCACAF) | Beresford 26' · Wilson 75' |

| Guyana                                                | 4–4                                 | Saint Vincent và Grenadines                    |
| ----------------------------------------------------- | ----------------------------------- | ---------------------------------------------- |
| Welshman 39', 76' · Beresford 50' (ph.đ.) · Danns 86' | Chi tiết (FIFA) Chi tiết (CONCACAF) | M. Samuel 16' · Slater 41', 57' · Anderson 66' |

Tổng tỉ số sau 2 lượt trận là 6–6. Saint Vincent và Grenadines thắng bằng luật bàn thắng sân khách và giành quyền vào vòng 3.
| Antigua và Barbuda | 1–3                                 | Saint Lucia                            |
| ------------------ | ----------------------------------- | -------------------------------------- |
| Tevaughn 21'       | Chi tiết (FIFA) Chi tiết (CONCACAF) | Paul 26' · Henry 61' · Greenidge 90+1' |

| Saint Lucia           | 1–4                                 | Antigua và Barbuda                              |
| --------------------- | ----------------------------------- | ----------------------------------------------- |
| Frederick 81' (ph.đ.) | Chi tiết (FIFA) Chi tiết (CONCACAF) | Parker 70', 90+3' · Harriette 85' · Tumwa 90+5' |

Antigua và Barbuda thắng với tổng tỉ số 5–4 và giành quyền vào vòng 3.
| Puerto Rico | 1–0                                 | Grenada |
| ----------- | ----------------------------------- | ------- |
| Bozkurt 16' | Chi tiết (FIFA) Chi tiết (CONCACAF) |         |

| Grenada                          | 2–0                                 | Puerto Rico |
| -------------------------------- | ----------------------------------- | ----------- |
| Morales 34' (l.n.) · Charles 81' | Chi tiết (FIFA) Chi tiết (CONCACAF) |             |

Grenada thắng với tổng tỉ số 2–1 và giành quyền vào vòng 3.
| Dominica | 0–2                                 | Canada                         |
| -------- | ----------------------------------- | ------------------------------ |
|          | Chi tiết (FIFA) Chi tiết (CONCACAF) | Larin 6' · Teibert 67' (ph.đ.) |

| Canada                                      | 4–0                                 | Dominica |
| ------------------------------------------- | ----------------------------------- | -------- |
| Akindele 6' · Larin 41' · Ricketts 52', 77' | Chi tiết (FIFA) Chi tiết (CONCACAF) |          |

Canada thắng với tỉ số 6–0 và giành quyền vào vòng 3.
| Cộng hòa Dominica | 1–2                                 | Belize            |
| ----------------- | ----------------------------------- | ----------------- |
| Lombardi 71'      | Chi tiết (FIFA) Chi tiết (CONCACAF) | McCaulay 13', 88' |

| Belize                                 | 3–0                                 | Cộng hòa Dominica |
| -------------------------------------- | ----------------------------------- | ----------------- |
| Róchez 17' · Kuylen 37' · McCaulay 76' | Chi tiết (FIFA) Chi tiết (CONCACAF) |                   |

Belize thắng với tổng tỉ số 5–1 giành quyền vào vòng 3.
| Guatemala | 0–0                                 | Bermuda |
| --------- | ----------------------------------- | ------- |
|           | Chi tiết (FIFA) Chi tiết (CONCACAF) |         |

| Bermuda | 0–1                                 | Guatemala    |
| ------- | ----------------------------------- | ------------ |
|         | Chi tiết (FIFA) Chi tiết (CONCACAF) | Cincotta 27' |

Guatemala thắng với tỉ số 1–0 và giành quyền vào vòng 3.
| Aruba | 0–2                                 | Barbados              |
| ----- | ----------------------------------- | --------------------- |
|       | Chi tiết (FIFA) Chi tiết (CONCACAF) | Harte 18' · Boyce 28' |

| Barbados     | 0–3 Xử thua                         | Aruba |
| ------------ | ----------------------------------- | ----- |
| Holligan 78' | Chi tiết (FIFA) Chi tiết (CONCACAF) |       |

Aruba thắng với tổng tỉ số 3–2 giành quyền vào vòng 3.
| Saint Kitts và Nevis      | 2–2                                 | El Salvador               |
| ------------------------- | ----------------------------------- | ------------------------- |
| Mitchum 68' · Sawyers 71' | Chi tiết (FIFA) Chi tiết (CONCACAF) | Herrera 41' · Bonilla 86' |

| El Salvador                               | 4–1                                 | Saint Kitts và Nevis |
| ----------------------------------------- | ----------------------------------- | -------------------- |
| Cerén 2' · Bonilla 54', 80' · Alvarez 62' | Chi tiết (FIFA) Chi tiết (CONCACAF) | Harris 69'           |

El Salvador thắng với tỉ số 6–3 và giành quyền vào vòng 3.
| Curaçao | 0–0                                 | Cuba |
| ------- | ----------------------------------- | ---- |
|         | Chi tiết (FIFA) Chi tiết (CONCACAF) |      |

| Cuba       | 1–1                                 | Curaçao      |
| ---------- | ----------------------------------- | ------------ |
| Márquez 5' | Chi tiết (FIFA) Chi tiết (CONCACAF) | Merencia 16' |

Tổng tỉ số sau 2 lượt trận là 1–1. Curaçao thắng bằng luật bàn thắng sân khách và giành quyền vào vòng 3.
| Nicaragua     | 1–0                                 | Suriname |
| ------------- | ----------------------------------- | -------- |
| Chavarría 45' | Chi tiết (FIFA) Chi tiết (CONCACAF) |          |

| Suriname | 1–3                                 | Nicaragua                                     |
| -------- | ----------------------------------- | --------------------------------------------- |
| Roxey 3' | Chi tiết (FIFA) Chi tiết (CONCACAF) | Moises Raul 26' · Rosas 51' · Chavarria 90+3' |

Nicaragua thắng với tỉ số 4–1 và giành quyền vào vòng 3.

## Danh sách cầu thủ ghi bàn
3 bàn
- Deon McCaulay
- Tevin Slater

2 bàn
- Tevaughn Harriette
- Josh Parker
- Brandon Beresford
- Emery Welshman

1 bàn
- Aaron Tumwa
- Emmerson Boyce
- Mario Harte
- Hadan Holligan
- Elroy Kuylen
- Harrison Róchez
- Cyle Larin
- Russell Teibert
- Michel Márquez
- Papito Merencia
- Geremy Lombardi
- Nelson Bonilla
- Irvin Herrera
- Stefano Cincotta
- Neil Danns
- Daniel Wilson
- Carlos Chavarría
- Deniz Bozkurt
- Orlando Mitchum
- Romaine Sawyers
- Kurt Frederick
- Troy Greenidge
- David Henry
- Tremain Paul
- Oalex Anderson
- Myron Samuel
- Cornelius Stewart